# Мубуквану
Мубуквану (*д/н — бл. 1840) — літунга (володар) держави Бароце в 1830—1840 роках.

## Життєпис
Походив з династії Ньямбе. Син літунги Муламбви Сантулу. Після смерті батька близько 1830 року претендував на владу, але літунгою було обрано його брата Сілумелуме. Втім того ж року Мубуквану влаштував заколот, оголосивши себе правителем, захопивши південні землі. Також його було обрано вождем племені налоло. Війна між братами тривала до 1835 року, в якій переміг Мубуквану. Втім держава була суттєво послаблена.
1838 року стикнувся з вторгнення племен мкололо на чолі із Себетване, який в декількох битвах завдав поразки армії Мубуквану. Той 1840 року втік на о. Ліпу. Невдовзі його було отруєно власною дружиною у фортеці Лукулу. Новим літунгою було оголошено сина померлого Імасіку. Але той не мав фактичної влади. До 1843 року він зазнав остаточної поразки й втік на північ — до області Лукваква.